# ハイブリッド・ティー

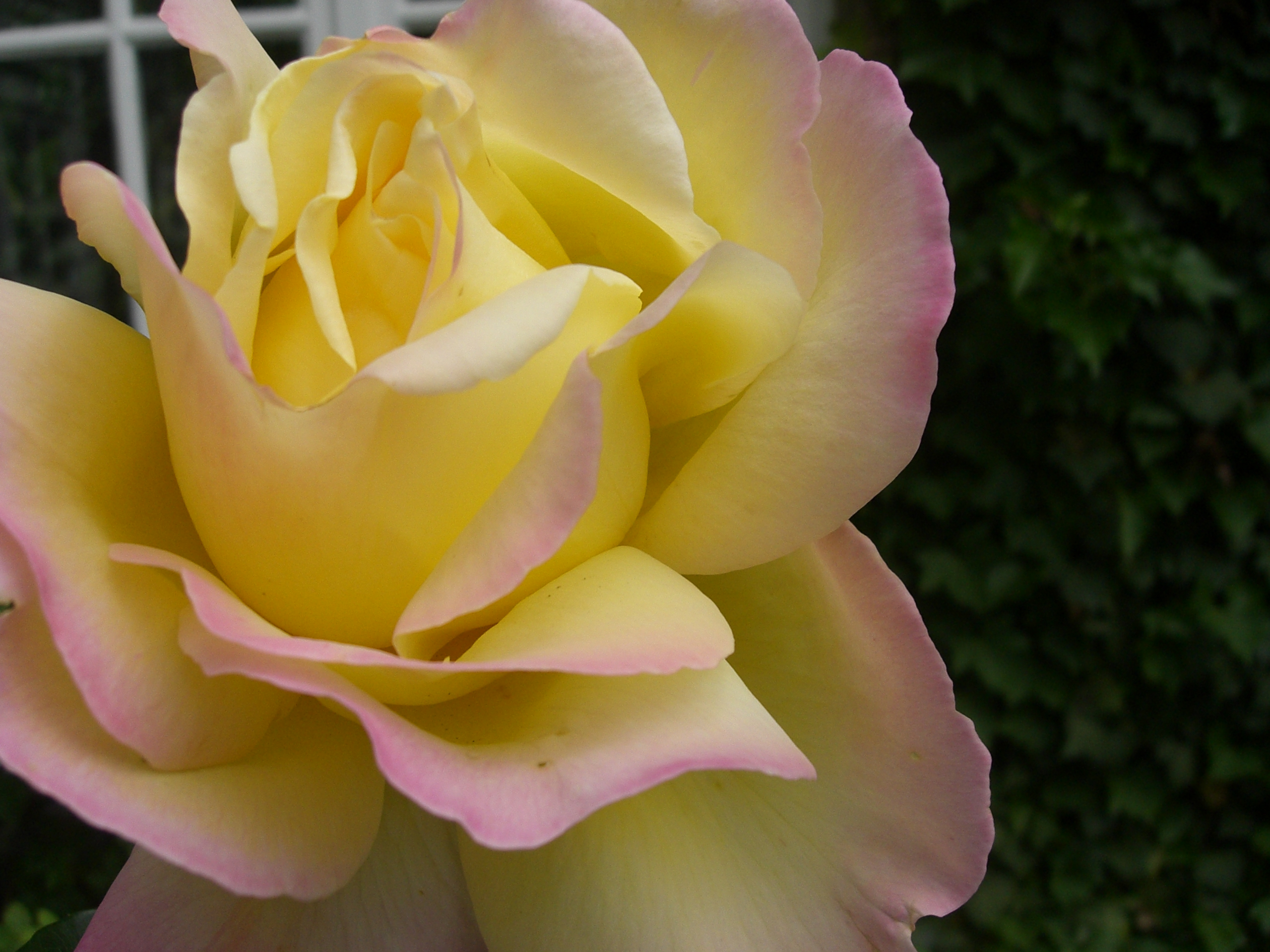
ピース

ハイブリッド・ティー (Hybrid tea) は、特定のガーデン・ローズ (garden roses) 類を指す、園芸における非公式な分類用語。2種類のバラを交配して作られたものであり、当初はハイブリッド・パーペチュアル・ローズ (hybrid perpetuals) とティー・ローズ (tea rose) をかけあわせた雑種として生まれた。モダン・ガーデン・ローズ (modern garden rose) に分類される品種の中では、最も古いものである。
ハイブリッド・ティーは、ハイブリッド・パーペチュアルとティーの両方の特性を受け継いで、両者の中間的な特徴を示し、寒さに弱いことが多いティーよりも耐寒性に優れており（ただし、ハイブリッド・パーペチュアルほどではない）、「パーペチュアル」という名称とは裏腹に四季咲き性に乏しいハイブリッド・パーペチュアルより繰り返し花をつける（ただし、ティーほど常に花が咲き続けるわけではない）。
ハイブリッド・ティーの花は、長くまっすぐ直立した茎で支えられた、大きく、中央が突出した蕾をつける。花が開くと、大きさは直径8cmから12.5cmほどにまで成長する。ハイブリッド・ティーは、世界的に見ても、最も人気のあるバラの品種であり、それは花の色や形によるものである。花は、長い茎の先に一輪だけ咲くことが多いため、切り花としての人気も高い。
ハイブリッド・ティーの多くは、概ねまっすぐに伸びる性質があり、栽培品種や、生育条件、剪定方法などによって、高さは75cm から2mほどに達する。

## 歴史

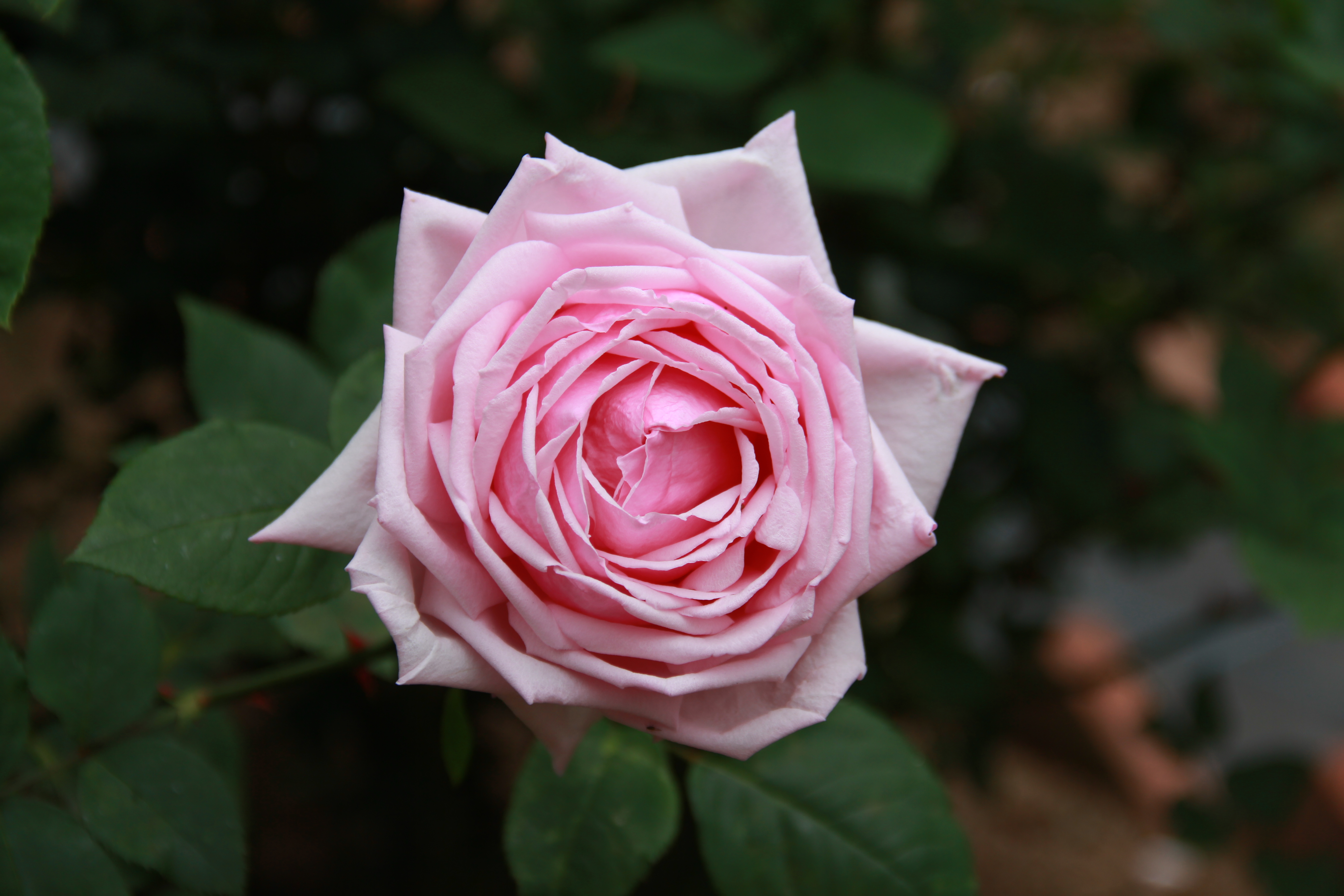
ラ・フランス

世界初のハイブリッド・ティーの誕生と一般的に認知されているのは、1867年に作られたラ・フランスである。ラ・フランスは、フランスの育苗業者ジャン＝バプティスト・アンドレ・ギヨー・フィス (Jean-Baptiste André Guillot（Fils）) が育てたものだった。

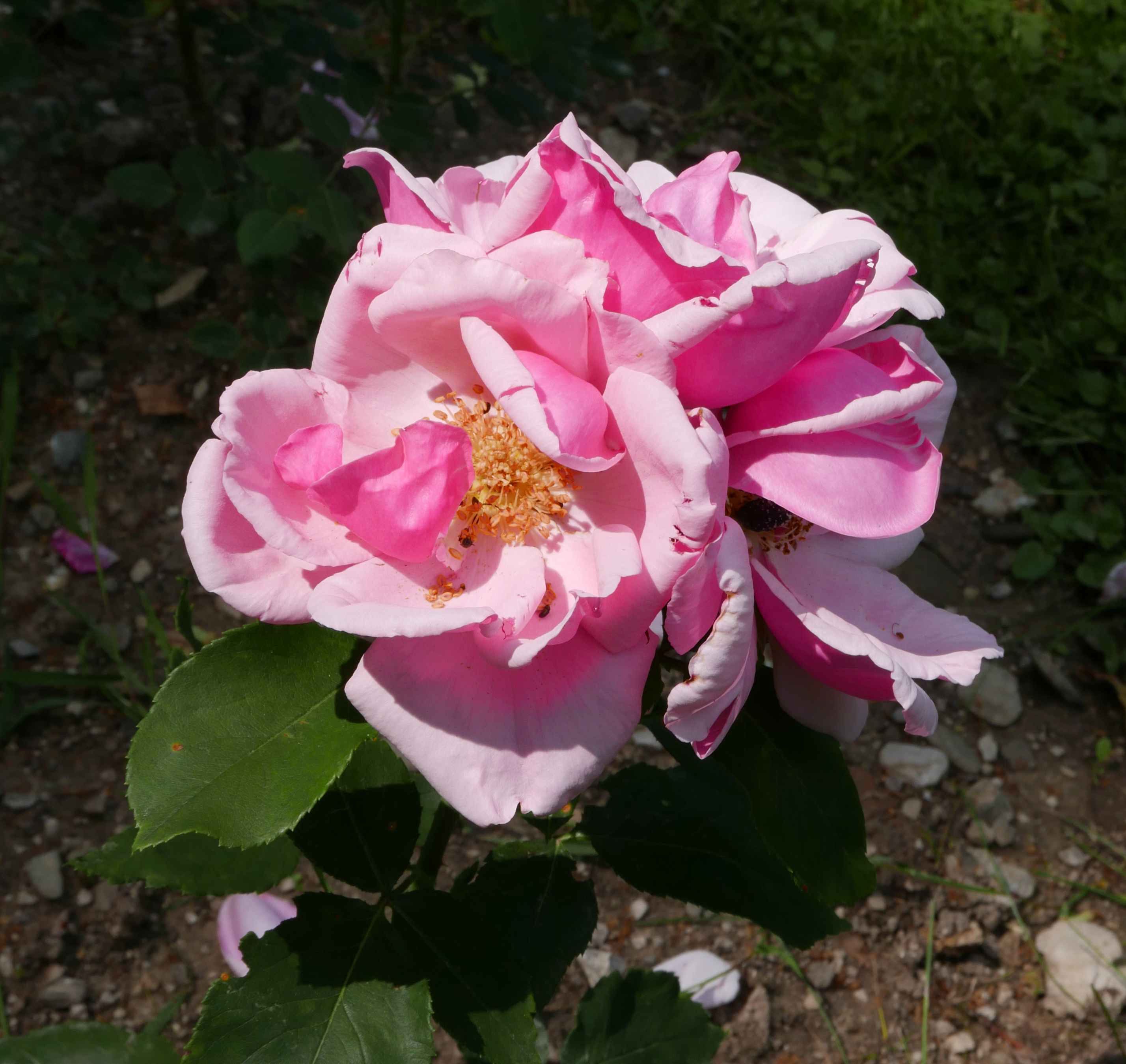
レディ・マリー・フィッツウィリアム

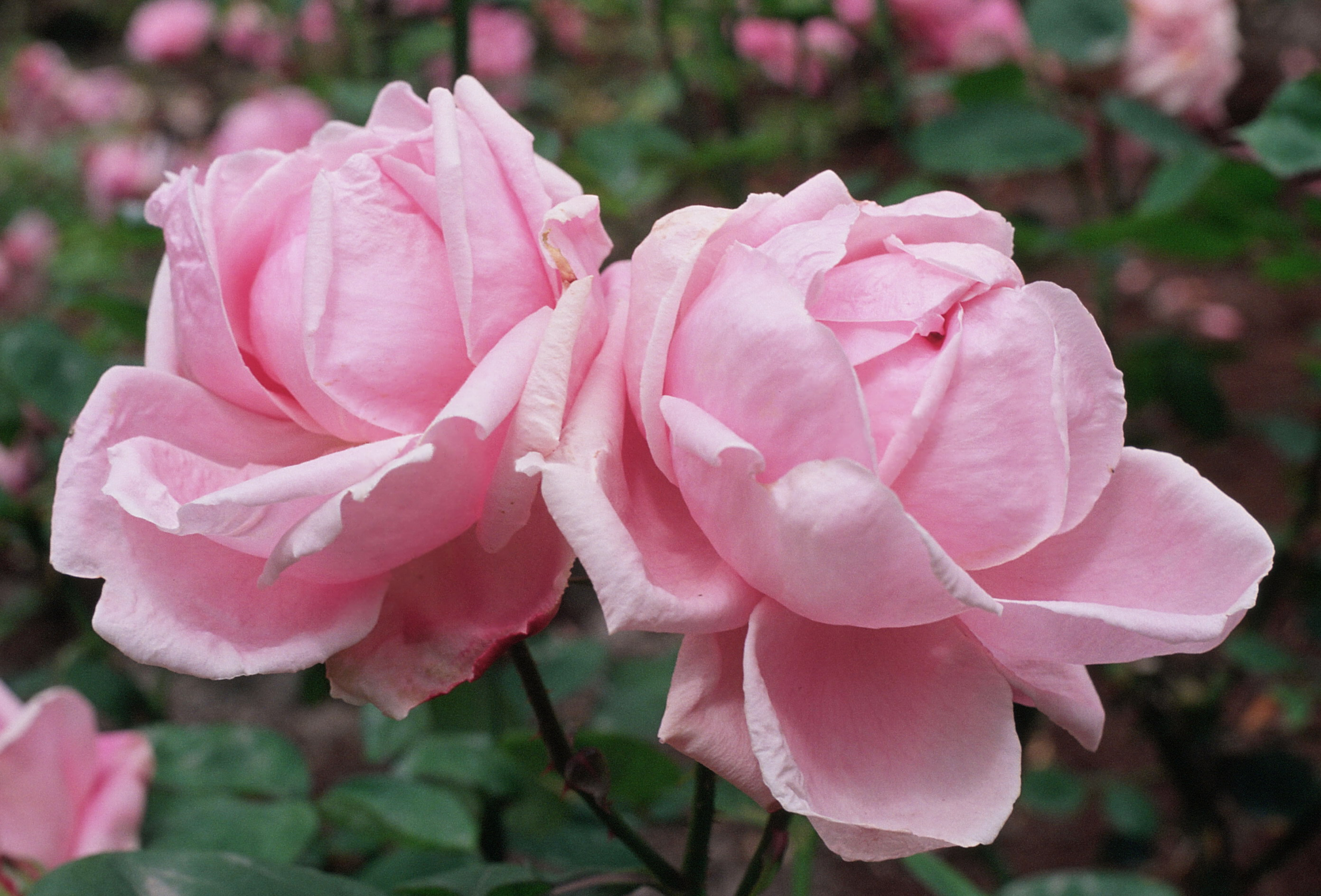
マダム・キャロライン・テストゥ

1800年代の代表的バラはハイブリッド・パーペチュアル系で、春に花が咲く一季咲きだった。これを四季咲きにしようとして、四季咲きだったティー系のバラを掛け合わせたのが改良の始まりである。ギヨーは、母にマダム・ヴィクトール・ヴェルディエ (ハイブリッド・パーペチュアル系)、父にマダム・ブラヴィ (Madame Bravy、ティ―系) を交配して、ラ・フランスを作出した。現在でこそ貧弱に見えるが、作出当時は四季咲きで、かつ大輪種だったため大変な話題になった。ラ・フランスの系統に優れた質があることを見出したのがイギリスの育種家だったベネット (Bennet) で、ハイブリッド・パーペチュアル系とティー系を交配して1882年に「レディ・マリー・フィッツウィリアム」を作出、これを新しい系統と定めて「ハイブリッド・ティー系」と名付けた。このような事情から、一般には、過去にさかのぼって、ラ・フランスがハイブリッド・ティー系の第1号と広く認められている。
レディ・マリー・フィッツウィリアムは、大輪かつ整った剣弁咲きだったため交配種に広く利用された。ハイブリッド・ティー系で早い時期から作られた栽培品種としては、このほかに「Souvenir of Wootton」（John Cook、1888年）、「マダム・キャロライン・テストゥ」（Pernet-Ducher、1890年）がある。マダム・キャロライン・テストゥは一般に名花として知られる。

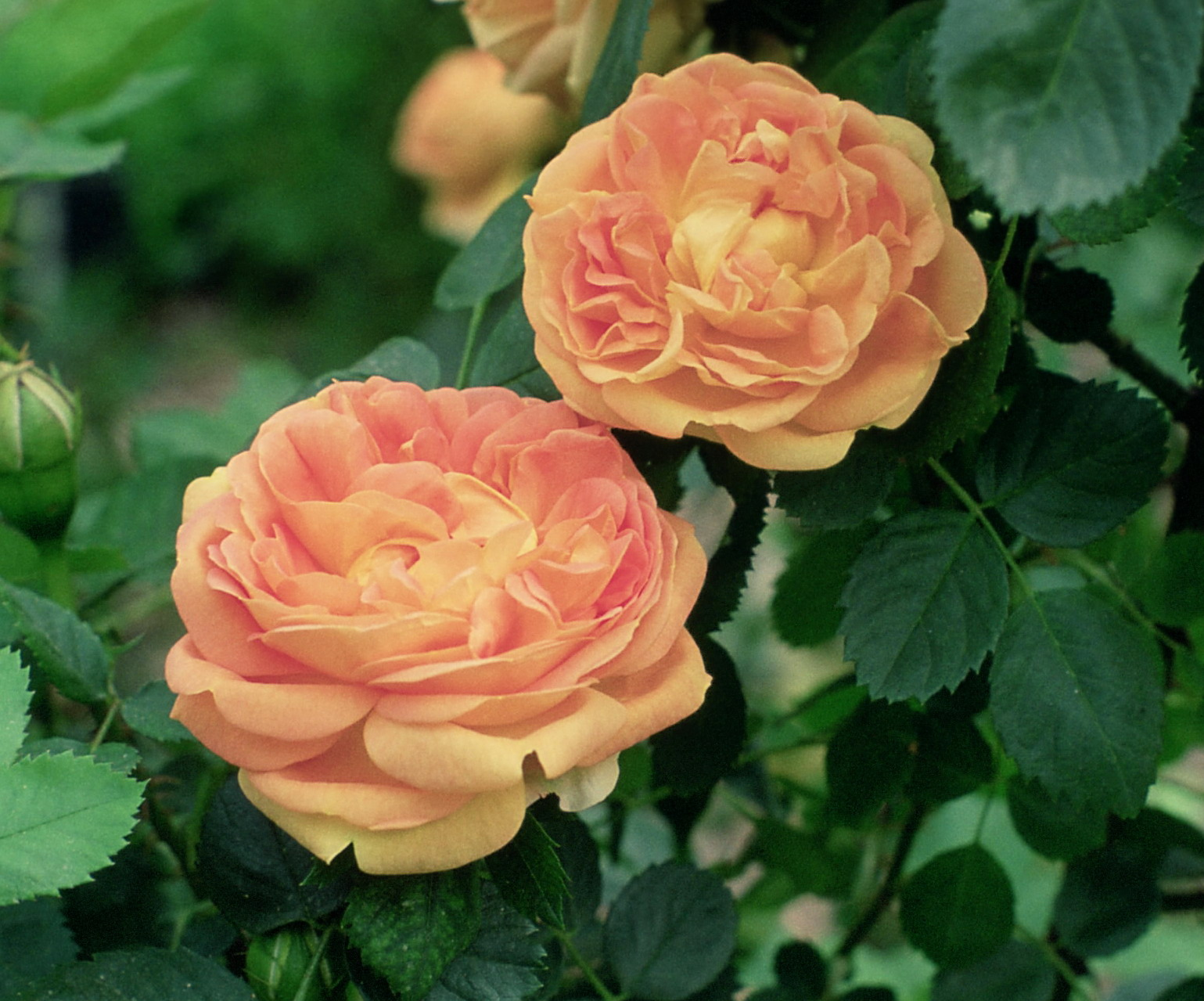
ソレイユ・ドール

この段階で、ハイブリッド・ティー系に純粋に黄色のバラはなかったが、フランス、リヨンのジョゼフ・ペルネ＝ドゥシェ) が5年の歳月をかけて、1900年に黄色のバラ・ソレイユ・ドールを生み出した。ソレイユ・ドールは花弁の端が赤味を帯びる黄色のバラ、中輪・半つる性の一季咲きで、20世紀はじめになるまでは、人気のある品種ではなかった。この後も、黄バラの改良は続けられ、1907年に四季咲き・大輪の「リヨン・ローズ」、1920年には完全な黄バラ「スヴニール・ド・クロ―ジュ・ペルネ」の作出に至った。現在の黄バラは、スヴニール・ド・クロ―ジュ・ペルネの子である「ジュリアン・ポタン」からコルデスが作出した「ゲハイムラート・ドイヒベルヒ」(イギリス圏では、ゴールデン・ラプチュアの品種名) がもとになっているものが多い。

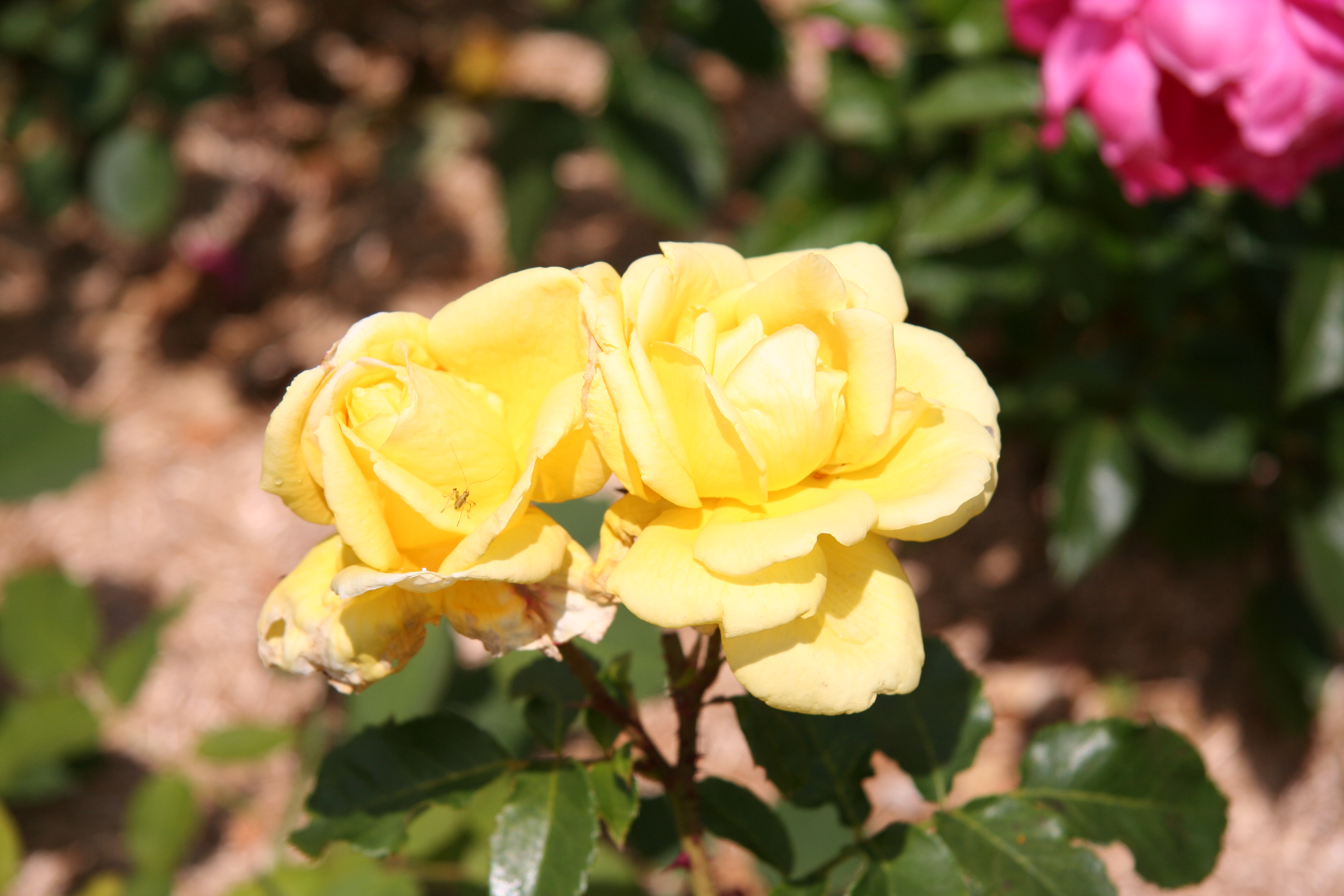
スヴニール・ド・クロ―ジュ・ペルネ

黄バラとは別にハイブリッド・ティー系の赤バラの改良も続けられた。赤バラの改良に大きく貢献したのもコルデスで、カトリーヌ・コルデス (実生) とW.E.チャップリンを交配して、1935年に「クリムゾン・グローリー」を作出した。クリムゾン・グローリーは世界中で多くの賞を受賞し、その後、赤バラの交配種として盛んに利用された。また、イギリスでは、1912年にポールが「オフェリア」を発表、その枝変わりの「マダム・バタフライ」や「ラプチュア」を生み、「ゴールデン・ラプチュア」の親にもなった。第2次世界大戦によりヨーロッパでバラの改良が停滞すると、品種改良はアメリカが中心になり、ラマーツ、スイム、ブーマーといった育種家たちが活躍した。この時代にアメリカで作出された代表的なバラとして「シャーロット・アームストロング」をあげることができる。

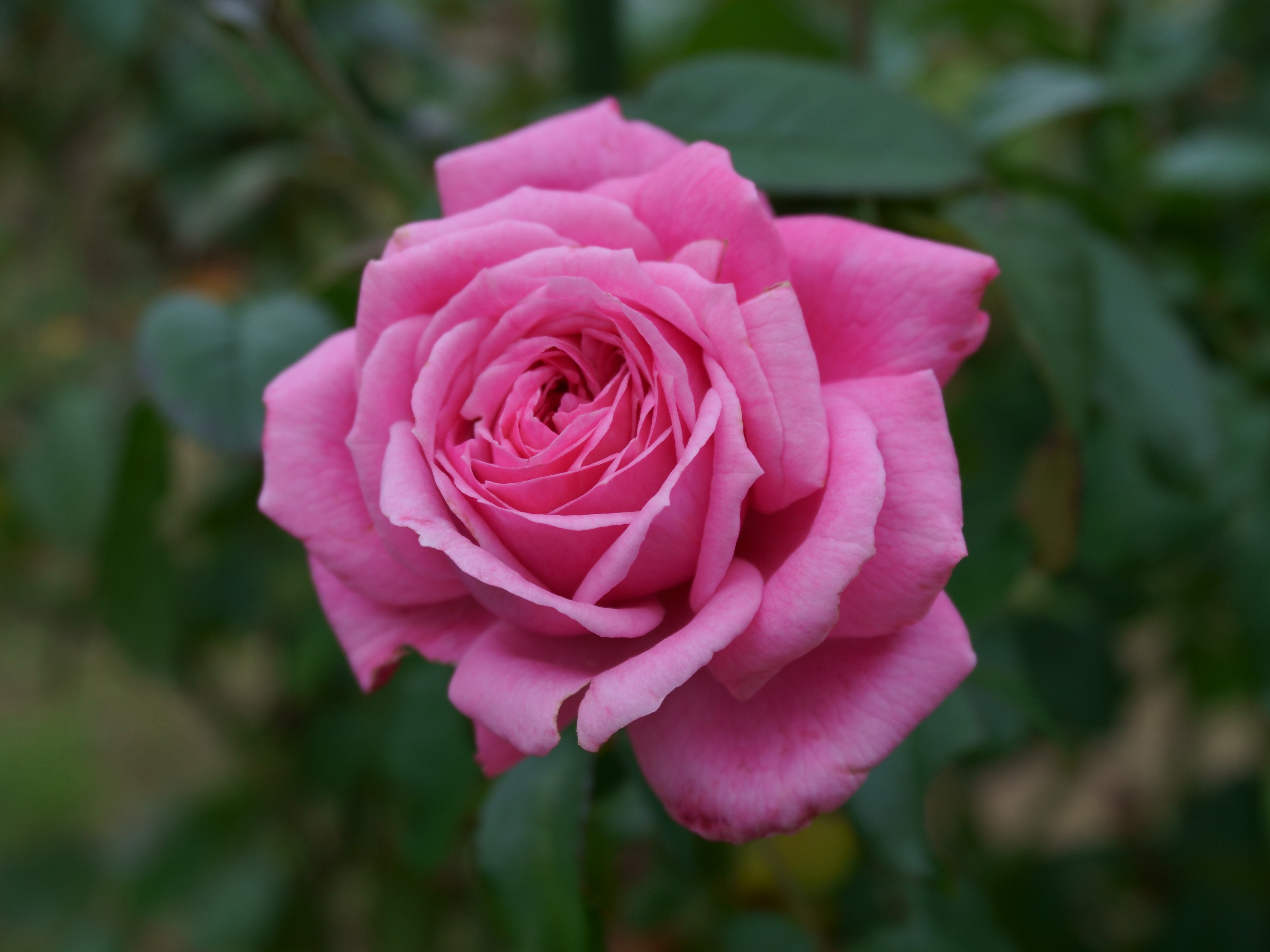
シャーロット・アームストロング (2020年、秋田県南秋田郡井川町・日本国花苑)

しかし、ハイブリッド・ティーをガーデン・ローズの頂点に押し上げたのは、第2次世界大戦の終わりにフランシス・メイアン (Francis Meilland) が作出した「ピース (Rosa Peace)」（マダム・A・メイアン）であり、ピースは20世紀を代表する最も人気の高い栽培品種の一つとなった。
ハイブリッド・ティーの品種は、ほとんどの場合、気温が摂氏-2.5度を下回る寒い冬がある大陸部などでは、完全な耐寒性は備えていない。これに加え、まっすぐに高く伸びるという特性や、葉がまばらにしかつかないこと、また、病害に弱いことなどから、園芸家や造園業者の間におけるハイブリッド・ティーの人気は、やがて、より維持の手間がかからないランドスケープ・ローズ（landscape rose：修景バラ）へと移っていった。しかし、その後もハイブリッド・ティーは園芸産業にとって標準的なバラの品種として定着しており、おもにフォーマルに整えられた小規模な庭園において愛好され続けている。

## 繁殖
通常ハイブリッド・ティーは、親木からとった芽や穂木を、より強い成長力をもった台木に接ぐ芽接ぎや切り接ぎの技法によって増やしていく。台木にはノイバラなどが用いられる。
カナダのように大陸性の気候の場所においては、ニュージーランドのように海洋性の気候の場所よりも、耐寒性に優る栽培品種が育てられる。

## 品種例

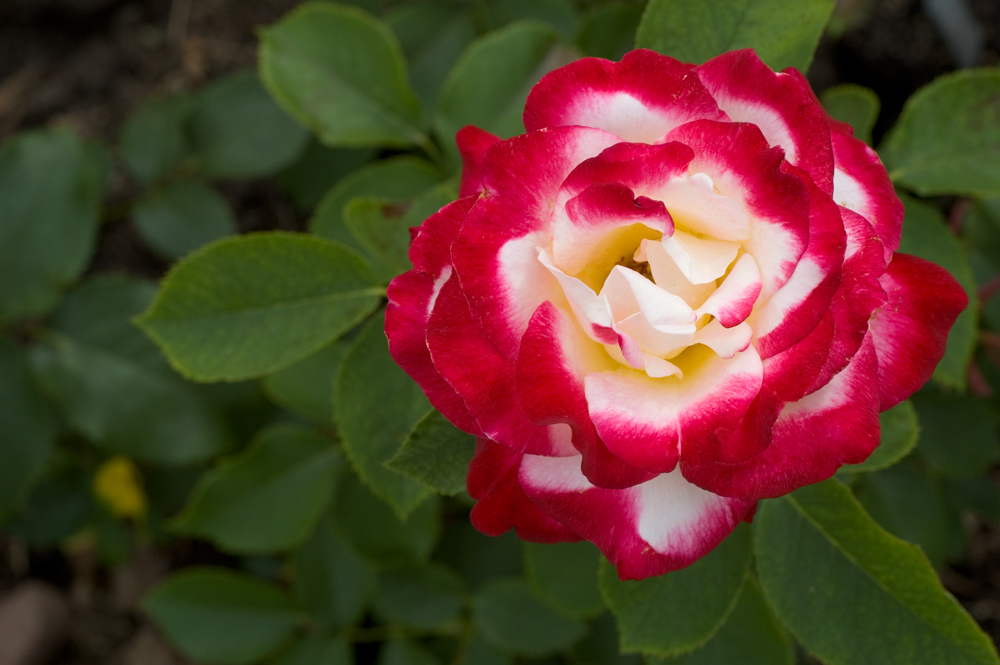
Double Delight Hybrid Tea

永年の間に、ハイブリッド・ティーの栽培品種は極めて多数が導入されてきたが、有名なものに「クライスラー・インペリアル (Chrysler Imperial)」、「ダブル・デライト」、「エリナ (Elina）」、「ドフトボルケ（Duftwolke)」（フレグラント・クラウド）、「ミスター・リンカーン (Mister Lincoln)」、「ピース」などがある。